# 용인 용천리 오층석탑
용인 용천리 오층석탑은 대한민국 경기도 용인시 처인구 백암면 용천리에 있는 고려시대의 석탑이다. 2012년 8월 21일 용인시의 향토문화재 제66호로 지정되었다.

## 지정 취지
용천리 오층석탑은 고려시대 석탑으로 역사적, 학술적, 미술사적 중요성에 비추어 볼 때 중요한 석탑으로 평가되어 용인시 향토유적으로 지정한다.